# Ethelbert William Bullinger

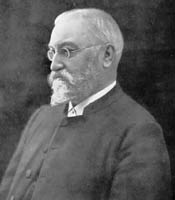
Ethelbert William Bullinger

Ethelbert William Bullinger  (* 15. Dezember 1837 in Canterbury, England; † 6. Juni 1913 in London) war ein britischer anglikanischer Theologe und Mitgestalter des konsequenten Dispensationalismus.

## Leben
Bullinger war das fünfte Kind von William und Mary (Bent) Bullinger. Heinrich Bullinger, ein führender Theologe des Protestantismus im 16. Jahrhundert, war ein direkter Vorfahr.
Seine Ausbildung absolvierte Bullinger am King’s College London. Seine Fachkenntnis auf dem Gebiet der biblischen Sprachen war so herausragend, dass ihm der Erzbischof von Canterbury 1881 die Ehrendoktorwürde der Theologie verlieh.
Bullinger begann seine geistliche Amtstätigkeit 1861 als Hilfspfarrer in Bermondsey. 1862 wurde er zum Priester in der Kirche von England ordiniert.  Anschließend arbeitete er als Pfarrer in Tittleshall (1863–1866), Notting Hill (1866–1869), Leytonstone (1869–1870) und Walthamstow (1870–1874). 1888 gab er seine Pfarrstelle an St. Stephen’s auf, behielt aber seine Position als Sekretär der Trinitarian Bible Society und Herausgeber der Monatszeitschrift Things to Come. A Journal of Biblical Literature, die er seit 1867 innehatte.

## Theologie

### Dispensationalismus
Bullinger ist dafür bekannt geworden, dass er den damaligen Dispensationalismus konsequent weiterentwickelte. Ausgehend von Hebräer 1,1–2 ordnete er in seinem Werk The Foundations of Dispensational Truth die Bücher der Bibel nach der Art, wie Gott mit den Empfängern seiner Botschaft redete, Dispensationen zu:
1. Gott redet direkt zu einzelnen Menschen (von Adam bis Mose),
2. Gott redet durch Propheten zu Israel (von Mose bis Johannes),
3. Gott redet durch seinen Sohn Jesus zu Israel (von Johannes bis zur Himmelfahrt: Die vier Evangelien),
4. Gott redet durch die, „die ihn gehört haben“, zu Israel (u. a. Petrus, Jakobus: bis zur endgültigen Ablehnung der nationalen Buße durch Israel in Apg. 28,25, ca. 62 n. Chr.),
5. Gott redet durch Paulus zu den Nationen (Gefangenschaftsbriefe und Pastoralbriefe von Paulus: Epheser, Philipper, Kolosser, Timotheus, Titus und Philemon),
6. Gott redet durch Johannes zu Israel (Offenbarung).

Wichtig sei zu erkennen, dass „Paulus die kostbaren Lehren festhielt, die bisher verborgen waren und nicht bekanntgegeben werden konnten, bevor Christi Leiden, Sterben, Auferstehung und Himmelfahrt tatsächlich stattgefunden hatten; denn sie haben all dies zur Voraussetzung. Diese Lehren finden sich ausschließlich in den Briefen aus der Gefangenschaft (Epheser, Philipper und Kolosser) und hierher gehören auch die Briefe an Timotheus, Titus und Philemon“. Bullinger hofft auf Heilung „von einer unbewußten und biblischen Kleptomanie, durch die alle Segensverheißungen von Israel genommen und der Gemeinde zugesprochen wurden“.
Er sah folgende Konsequenzen:
- Der Missionsbefehl in den Evangelien betrifft nur die Juden, nicht die Gemeinde.
- Der Dienst der zwölf Apostel war eine Fortsetzung des irdischen Dienstes Christi.
- Die Gemeinde nahm nicht zu Pfingsten ihren Anfang (wie die Dispensationalisten bis dahin dachten), sondern mit Apostelgeschichte 28,28.
- Die Taufe mit Wasser gilt nicht für dieses Gemeindezeitalter, sondern nur die Geisttaufe.
- Es gibt einen Unterschied zwischen dem früheren und dem späteren Dienst des Paulus (stufenweise Enthüllungen in den Paulusbriefen). Nur die Gefangenschaftsbriefe und Pastoralbriefe von Paulus beinhalten letzte Wahrheiten.
- Israel, nicht die Gemeinde, ist die Braut Christi.

Diese Sicht wurde später „Bullingerismus“ oder „Ultradispensationalismus“ (weil er über den bis dahin bekannten Dispensationalismus hinausging) genannt.

### Weiteres
Bullinger glaubte an den Prämillenarismus und die Entrückung vor der Großen Trübsal (Prätribulationismus) und lehrte dies auch.
Außerdem lehrte er, dass die Seele zwischen dem Tod und der Auferstehung nicht existiert (also die traditionelle Lehre der unsterblichen Seele unbiblisch ist), vor allem mit der Begründung, dass die Seele nach 1. Mose 2,7 aus Körper und Geist besteht und somit nach dem Tod nicht mehr existent sein kann (Ganztodtheorie).
Bullinger verlegte die Zeitschrift Things to Come, die vor allem biblische Eschatologie zum Thema hatte. Adolph Ernst Knoch veröffentlichte dort einige Artikel, worauf ein reger Gedankenaustausch entstand.
1909 gab Bullinger die Companion Bible heraus, die basierend auf der King-James-Bibel-Übersetzung umfangreiche Wortstudien und Hilfen zur Strukturierung der biblischen Briefe enthält und bis heute im englischen Sprachraum beliebt ist.

## Werke (Auswahl)
- Commentary on Revelation
- Word Studies on the Holy Spirit
- The Witness of the Stars
- The Book of Job
- Figures of Speech Used in the Bible
- Great Cloud of Witnesses
- The Critical Lexicon
- Concordance to the English and Greek New Testaments
- The Companion Bible, Kregel, 2000, ISBN 978-0-8254-2099-3
- The Two Natures in the Child of God (dt. Die zwei Naturen in dem Kind Gottes, übersetzt von Paul Müller, Rathmann, Marburg 1957; Stephanus, Uhldingen 1981)
- The Foundations of Dispensational Truth (dt. Heilsgeschichtliche Entfaltung im Neuen Testament, Mössinger, Karlsbad o. J.)
- How to Enjoy the Bible